# Madame de Brice
Madame de Brice est une institutrice française ayant vécu au XVIIe siècle.
En 1640, Richelieu vend ses parts dans la compagnie de Razilly aux Capucins, dans le but de fonder une école pour les Amérindiens en Acadie ; deux écoles sont en fait construites, l'une pour garçons et l'autre pour filles. En 1644, Anne d'Autriche accorde un don au père Pacifique de Provins. Alors veuve et résidant à Auxerre, Madame de Brice est approchée par ce dernier pour aller enseigner à la nouvelle école pour filles. Elle arrive à Port-Royal en 1644 et prend la charge de l'école, qui finit par accueillir trente élèves ; elle devient aussi préceptrice des enfants du gouverneur Charles de Menou d'Aulnay. Deux de ses fils, les pères capucins Léonard et Pascal d'Auxerre, viennent l'aider dans sa tâche. La mort du gouverneur survient en 1650 et provoque une guerre de succession ; Emmanuel Le Borgne ferme toutes les écoles et envoie Madame de Brice en prison pour cinq mois. Elle retourne en France probablement en 1652. C'est alors qu'un autre de ses fils, Brice de Sainte-Croix, parvient à un arrangement avec le duc de Vendôme au nom de la veuve de D'Aulnay, Jeanne Motin, dont il est l'intendant. Cet arrangement prévoit le rétablissement de Madame de Brice à son école mais les problèmes d'Emmanuel Le Borgne empêche ce projet de s'accomplir.
Ses contemporains reconnaissaient ses mérites et D'Aulnay lui rend hommage dans son testament.